# Турджеман, Алон
Алон Турджеман (ивр. אלון תורג'מן‎; 9 июня 1991, Хадера, Израиль) — израильский футболист, нападающий клуба «Аустрия» Вена и сборной Израиля.

## Биография

### Клубная карьера
Воспитанник клуба «Бейтар Нес Тубрук». Профессиональную карьеру начал в сезоне 2010/11 в клубе «Хапоэль» Петах-Тиква, за который сыграл 26 матчей и забил 5 голов в чемпионате Израиля. В 2011 году он подписал контракт с клубом «Маккаби» Хайфа. В первый сезон в новом клубе принял участие в трёх матчах групповой стадии Лиги Европы и дошёл до финала Кубка Израиля, в котором «Маккаби» уступил тель-авивскому «Хапоэлю». Вновь сыграл в групповой стадии Лиги Европы в 2013 году, проведя 4 матча. Зимой 2016 года Турджеман был отдан в аренду на полгода в «Хапоэль» Тель-Авив, где сыграл 14 матчей и забил 1 гол. После возвращения из «Хапоэля», вновь был отдан в аренду и следующие два сезона поочерёдно провёл в командах «Бней-Иегуда» и «Хапоэль» Хайфа. В составе обоих клубов стал обладателем Кубка Израиля.
В 2018 году перешёл в клуб чемпионата Австрии «Аустрия». В 2020 отыграл полгода в аренде в краковской «Висле».

### Карьера в сборной
В 2013 году Турджеман принимал участие в домашнем для Израиля молодёжном чемпионате Европе, где сыграл во всех трёх матчах группового этап и отметился голом в ворота Норвегии. По итогам турнира сборная Израиля набрала 4 очка и заняла третье место в группе.
За основную сборную Израиля дебютировал 24 марта 2018 года в товарищеском матче со сборной Румынии, в котором вышел на замену на 61-й минуте вместо Томера Хемеда. 11 сентября того же года сыграл в товарищеской встрече со сборной Северной Ирландии, после чего в сборную не вызывался.

## Достижения
«Бней Иегуда»
- Обладатель Кубка Израиля: 2016/17

«Хапоэль» Хайфа
- Обладатель Кубка Израиля: 2017/18